# Емблема Армії оборони Ізраїлю

Емблема армії оборони Ізраїлю

Емблема Армії оборони Ізраїлю є основним символом, що представляє Армію оборони Ізраїлю (ЦАХАЛ).

## Історія
Емблема ЦАХАЛу була прийнята під час заснування в 1948 році.   Його розробили Отте Уолліш та Ар’є Ель-Ханані, а дизайн меча та гілки Ель-Ханані був основою, на якій Уолліш працював над створенням сучасного дизайну. 
У центрі емблеми зображено меч, загорнутий в оливкову гілку всередині зірки Давида, а під ним — прапор із написом Армія оборони Ізраїлю. Меч, обмотаний оливковою гілкою, був символом Гаґани, воєнізованого формування, яке існувало ще до утворення держави, і основної організації-попередниці ЦАХАЛ. Меч на емблемі символізує боротьбу, а оливкова гілка символізує прагнення до миру. Зірка Давида є символом єврейської традиції та символізує єврейський народ та його історію.  Багато з цих елементів знову з’являються в інших символах Армії Оборони Ізраїлю. 
У 1993 році сама Армія Оборони Ізраїлю була перейменована на оригінальному івриті, щоб граматика була точнішою, додавши префікс " ha -" (ה, що означає "те") до другого слова, щоб " Tzva Haganah leYisrael " став " Tzva Hahaganah leYisrael. Лише у 2022 році ЦАХАЛ оновив свою емблему, щоб визнати цю зміну.  